# Liparis micraspidophorus
Liparis micraspidophorus är en fiskart som först beskrevs av Gilbert och Burke 1912.  Liparis micraspidophorus ingår i släktet Liparis och familjen Liparidae. Inga underarter finns listade i Catalogue of Life.